# Đuričić
Đuričić is een plaats in de gemeente Voćin in de Kroatische provincie Virovitica-Podravina. De plaats telt 2 inwoners (2001).